# Uzzano
Uzzano è un comune italiano di 5 655 abitanti della provincia di Pistoia in Toscana. Si tratta di un comune sparso in quanto la sede comunale si trova nella frazione di Santa Lucia.

## Geografia fisica
- Classificazione sismica: zona 3 (sismicità bassa), Ordinanza PCM 3274 del 20/03/2003
- Classificazione climatica: zona D, 1837 GG
- Diffusività atmosferica: media, Ibimet CNR 2002

### Corsi d'acqua
- Pescia di Pescia
- Rio Furicaia
- Rio Barberona
- Rio Cerbaiola

## Storia
La sua origine risale al periodo longobardo, anche se il nome fa pensare ad un precedente insediamento romano (il nome deriverebbe da Audianus, ossia di Audio, in riferimento ad un praedium, appezzamento terriero affidato a un militare in congedo).
I primi documenti riguardanti Uzzano si attestano intorno all'anno 1000, quand'era possedimento della nobile famiglia lucchese di stirpe longobarda dei Cunimondinghi signori di Uzzano, Montichiari e Vivinaia (queste ultime due erano località dell'odierno territorio di Montecarlo, provincia di Lucca). Nel 1202 il centro ottenne l'autonomia comunale, rimanendo tuttavia alle dipendenze della città di Lucca.
Tra il 1329 e il 1339, Uzzano, assieme agli altri comuni della Valdinievole, passò sotto il dominio di Firenze, di cui seguì le sorti sino a pochi anni prima dell'unità d'Italia, quando Uzzano e la Valdinievole tornarono sotto la giurisdizione di Lucca, compartimento del Granducato di Toscana dal 1847 e, poi, nuova provincia dello Stato italiano. Fino al 1775, la sede del comune fu il Palazzo del Capitano, nel borgo di Uzzano Castello. Nel 1775, la sede comunale fu trasferita nella città di Pescia, dapprima in un palazzo nella Ruga degli Orlandi, poi presso il Palazzo Magnani e, nel 1916, presso il Palazzo Matteucci. Nel 1980, fu inaugurato il nuovo municipio, nella frazione di Santa Lucia.
Nel 1893, furono aggregati a Uzzano l'intero abitato di Chiesina Uzzanese e la frazione di Chiesanuova, fino a quel momento nel comune di Pescia.
Nel 1928, dopo che l'anno precedente era stata creata la provincia di Pistoia, i comuni della Valdinievole entrarono a far parte della nuova provincia, alla quale sono tuttora pertinenti. Nel 1963, Uzzano perse la parte meridionale del suo territorio, che andò a costituire il comune di Chiesina Uzzanese.

## Monumenti e luoghi d'interesse
Pur essendo un piccolo comune, Uzzano possiede numerose testimonianze artistiche, segno della sua lunga storia, la maggior parte delle quali è raccolta nel castello.

### Architetture religiose

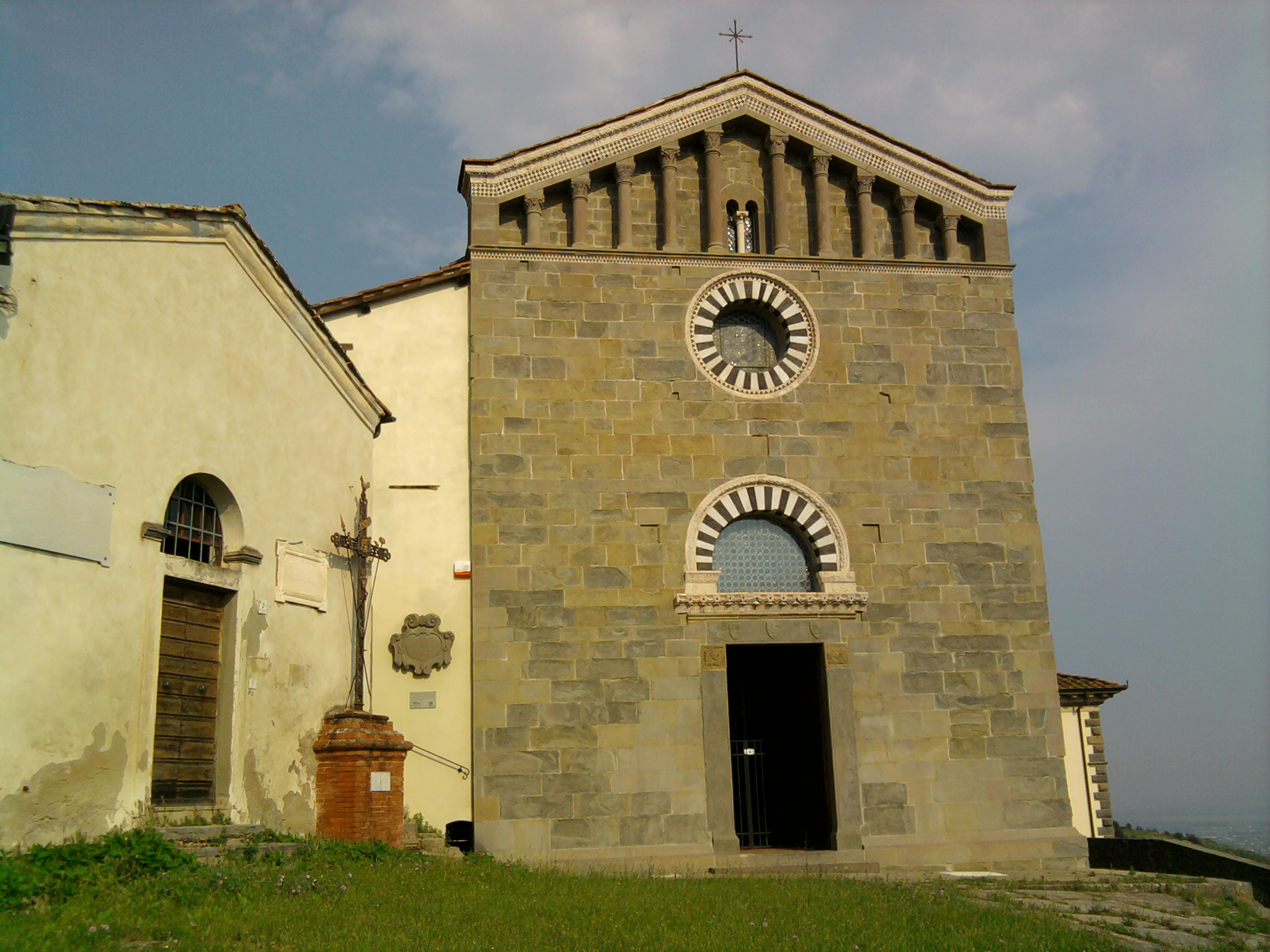
Arcipretura dei Santi Jacopo e Martino

#### Chiese parrocchiali
- Chiesa dei Santi Jacopo e Martino (XII-XIII secolo), nel centro storico di Uzzano Castello, dove sono custodite varie tele di autori locali, un'acquasantiera romanica, un crocifisso ligneo del XIV sec. un fonte battesimale marmoreo con coperchio ligneo (XVII secolo), una statua rinascimentale raffigurante Sant'Antonio Abate e attribuita a Giovanni della Robbia, un pulpito ligneo seicentesco. Raccoglie inoltre un ciclo d'affreschi di scuola fiorentina e un affresco quattrocentesco attribuito a Neri di Bicci;
- Chiesa dell'Immacolata Concezione (XVI - XX secc.) nella frazione di Torricchio, con il vicino ex convento dei frati cappuccini, adesso affidato all'Ordine Francescano Secolare, che qui ha il suo centro zonale;
- Chiesa dei Santi Lucia e Allucio (2012) nella frazione di Fornaci.

#### Chiese minori
- Chiesa dei Santi Bartolomeo e Silvestro (XIII sec.) nella frazione La Costa;
- Chiesa di Santa Lucia (XVI - XIX secc.) nella frazione di Santa Lucia.

#### Oratori
- Oratorio della Madonna del Canale (XVII sec.), nel centro storico di Uzzano Castello;
- Oratorio di Sant'Antonio da Padova (XVII - XIX secc.), nel centro storico di Uzzano Castello, in origine cappella del convento francescano femminile dei Santi Francesco ed Elisabetta, soppresso alla fine del Settecento dal granduca Pietro Leopoldo di Lorena;
- Oratorio di Santa Maria dei Dolori, di proprietà della famiglia Bonazzi. All'interno dell'edificio, è sepolto il pittore pesciatino Innocenzo Ansaldi;
- Oratorio di Sant'Erasmo, edificato nel 1661 dalla nobile famiglia degli Orlandi;
- Oratorio del Santo Nome di Maria (XVIII sec.) nella frazione del Molinaccio, edificato dalla nobile famiglia Nucci;
- Oratorio della Visitazione (1826) nella frazione delle Fornaci, eretto dalla famiglia Anzilotti.

Nella zona ovest di Uzzano, al confine con il comune di Pescia, anticamente indicata con il toponimo di Campugliano (probabilmente "campo olivato": ancora oggi la fascia collinare soprastante è ricoperta di olivi), sant'Allucio (Allucio di Omodeo), un santo locale le cui spoglie sono venerate nella cattedrale di Pescia, fondò uno xenodochio per l'accoglienza ai viandanti della vicina strada tra Firenze e Lucca, l'antica via Cassia Clodia o "via Cassia minor". Dalla vicina chiesa, ugualmente fondata dal santo, l'istituto prese il nome di Spedale dei Santi Luca ed Ercolano. Della chiesa e dell'ospizio di Campugliano, peraltro già ridotti a casa colonica con annessi agricoli al momento della loro soppressione (1785), oggi rimangono solo pochi ruderi; nel 1944, infatti, un massiccio bombardamento della contraerea tedesca rase al suolo l'intero complesso. 

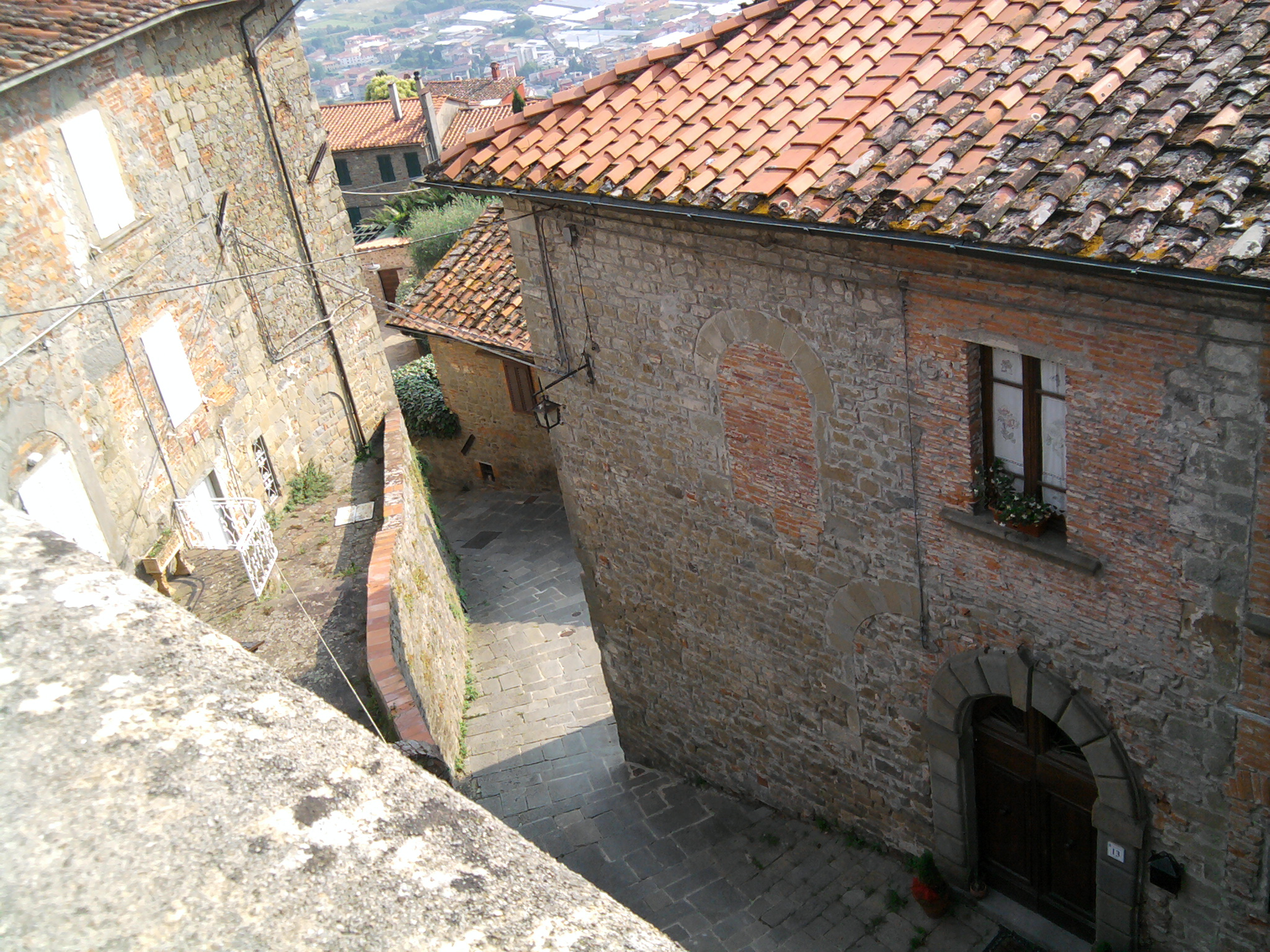
Interno del paese.

### Architetture civili

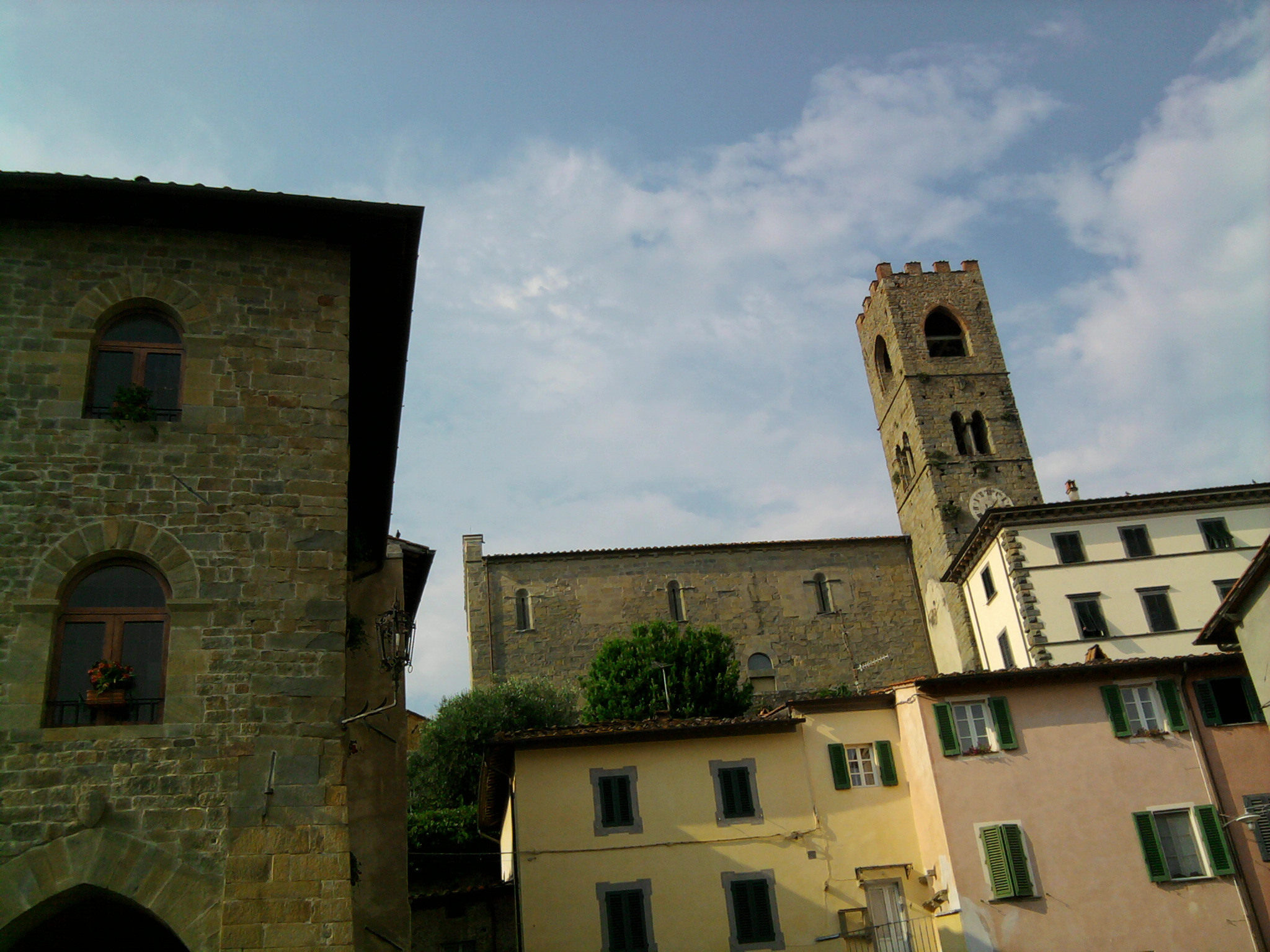
A sinistra il Palazzo del Capitano;sullo sfondo la Chiesa dei Santi Jacopo e Martino

#### Edifici pubblici
- Palazzo del Capitano (XIII-XIV secolo), antica sede del Comune, ospita oggi l'archivio storico comunale, che raccoglie documenti a partire dalla fine del XIII secolo. Nella sala principale si trova un affresco quattrocentesco raffigurante la Madonna in trono con Bambino e i Santi Jacopo e Martino, patroni della comunità;
- Fontana pubblica (XIII secolo), posta sul lato nord di Piazza Umberto I. Sulla parete di fondo, i resti di un affresco seicentesco raffigurante la Vergine;
- Municipio (XX secolo), situato nella frazione di Santa Lucia.

#### Ville gentilizie
- Villa Fanny, d'inizio '900, situata a Uzzano Castello, costruita dal giurista Raffaello Lavoratti e dedicata alla moglie Fanny Bartolini;
- Villa del Castellaccio, sulla collina, già di proprietà della famiglia uzzanese dei Toldi, poi dei conti Orsi-Bertolini e, dal 1926, della famiglia Anzilotti; nell'estate del 1895 ospitò Giacomo Puccini, che vi scrisse il secondo e il terzo atto de La bohème;
- Villa del Vescovo, nella frazione di Sant'Allucio, residenza estiva del vescovo di Pescia Donato Maria Arcangeli, edificata nel 1761;
- Villa Il Riposo, costruita a partire dal 1691, situata nella frazione di Sant'Allucio, edificata dai Vanni di Vellano, poi di proprietà della nobile famiglia Forti, a cui appartenne il giureconsulto Francesco Forti, sepolto nella cappella. La villa passò quindi alla famiglia Gambarini, infine ai Marini;
- Villa di Quarrata, costruita nel Settecento dal proposto di Pescia Benedetto Falconcini;
- Villa Petri, settecentesca, nella frazione del Torricchio;
- Villa di Campugliano, ottocentesca, costruita dalla famiglia Santarelli, poi divenuta dei Di Grazia-Gambarini.

## Società

### Evoluzione demografica
Abitanti censiti

### Etnie e minoranze straniere
Secondo i dati ISTAT al 31 dicembre 2010 la popolazione straniera residente era di 462 persone. Le nazionalità maggiormente rappresentate in base alla loro percentuale sul totale della popolazione residente erano:
- Albania (210), 3,70%
- Romania (129), 2,27%

## Economia
Fino alla Seconda guerra mondiale, Uzzano era un comune a vocazione prevalentemente agricola. Nella zona collinare, era assai diffusa la coltivazione dell'olivo, da cui si ricavava un olio molto rinomato in zona. Nella zona pedecollinare, era presente la coltivazione della vite, da cui derivava in particolare il prelibato "Bianco di Valdinievole", e degli ortaggi. In pianura, si coltivava il granturco e il frumento. Nel secondo dopoguerra, le coltivazioni tradizionali entrarono in crisi, nelle frazioni di Sant'Allucio, Molinaccio, Torricchio, Chiesina Uzzanese e Chiesanuova Uzzanese si sviluppò l'olivicoltura e la floricoltura.
Sin dal Medioevo, la zona di Santa Lucia fu destinata all'estrazione e lavorazione dell'argilla, di cui il terreno era molto ricco, e sorsero numerose fornaci di laterizi e di prodotti in coccio per la casa. Le più grandi fornaci furono quelle dei Pucci, dei Rossi e dei Cecchi, che entrarono definitivamente in crisi negli anni '70.
Presenti nel passato anche opifici per la lavorazione del baco da seta e cartiere.
Con l'inserimento di Uzzano tra le "zone depresse", a partire dagli anni '60 si insediarono sul territorio numerosi stabilimenti industriali nell'ambito tessile, siderurgico e alimentare, provenienti dai comuni vicini.

## Cultura

### Scuole
Nel territorio comunale sono presenti scuole primarie (nella frazione di Torricchio, la scuola "Argene Bartolozzi", a tempo modulare, e la "Sandro Pertini", a tempo pieno) e secondarie (la scuola "Primo Levi - Per ricordare"), nonché un micronido ed una scuola dell'infanzia.

### Associazioni
Sono numerose le associazioni di volontariato culturale e socio-sanitario presenti nel territorio comunale, tra cui la Misericordia, la Pubblica Assistenza, l'AVIS e il gruppo scout Agesci.

## Geografia antropica

### Frazioni
Il territorio comunale di Uzzano è suddiviso ufficialmente in cinque frazioni:
- Fornaci
- Sant'Allucio
- Santa Lucia
- Torricchio
- Uzzano Castello

### Altre località del territorio
Tra le varie località minori sparsi per il territorio comunale si ricordano quelle di Campugliano, Case Benedetti, Forone, I Pianacci, La Costa, Molinaccio, Querceta, Pertignano, Zoppineto, Piemazzese.

## Amministrazione

### Dall'Unità d'Italia fino al 1925

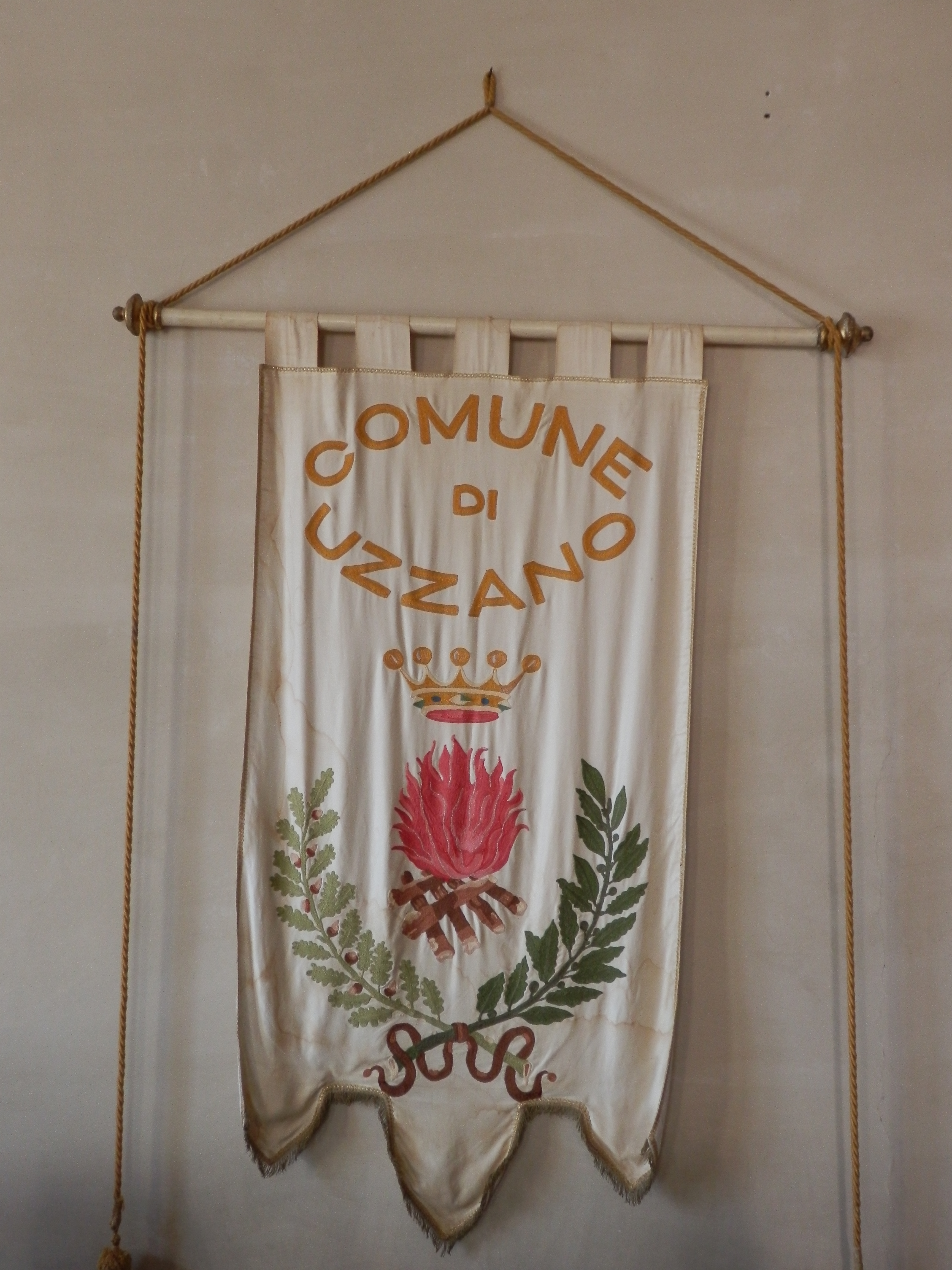
Il gonfalone del Comune di Uzzano.

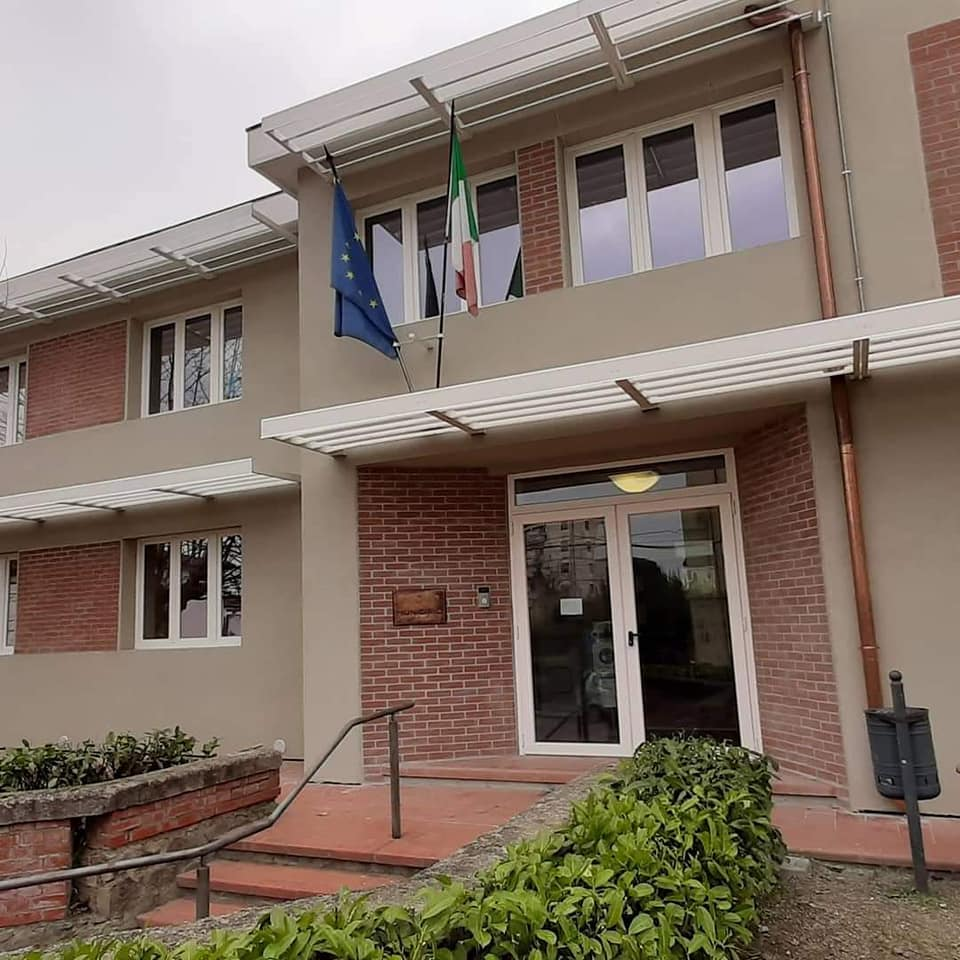
Il Municipio, nella frazione di Santa Lucia.

| Periodo | Periodo | Primo cittadino     | Partito                       | Carica      | Note |
| ------- | ------- | ------------------- | ----------------------------- | ----------- | ---- |
| 1865    | 1880    | Francesco Di Grazia | Moderati                      | Sindaco     |      |
| 1880    | 1881    | Camillo Fantozzi    | Moderati                      | Sindaco     |      |
| 1881    | 1899    | Francesco Di Grazia | Moderati                      | Sindaco     |      |
| 1899    |         | Edoardo Balbis      |                               | Comm. pref. |      |
| 1899    | 1908    | Pietro Fantozzi     | Clericomoderati               | Sindaco     |      |
| 1908    | 1910    | Carlo Petri         | Clericomoderati               | Sindaco     |      |
| 1910    | 1920    | Giuseppe Giuntoli   | Cattolici, liberali, moderati | Sindaco     |      |
| 1920    | 1923    | Pietro Fantozzi     | PPI                           | Sindaco     |      |
| 1923    | 1925    | Dino Del Tredici    | Liberali, moderati, fascisti  | Sindaco     |      |

### Periodo fascista
| Periodo | Periodo | Primo cittadino      | Partito | Carica      | Note |
| ------- | ------- | -------------------- | ------- | ----------- | ---- |
| 1925    | 1926    | Angelo Cordedda      | -       | Comm. pref. |      |
| 1926    | 1927    | Pietro Pistolozzi    | PNF     | Podestà     |      |
| 1927    | 1929    | Dino Del Tredici     | PNF     | Podestà     |      |
| 1929    | 1932    | Walfredo Grassi      | PNF     | Podestà     |      |
| 1932    | 1935    | Antonio Del Tredici  | PNF     | Podestà     |      |
| 1935    |         | Francesco Boccia     | PNF     | Comm. pref. |      |
| 1935    | 1936    | Antonio Del Tredici  | PNF     | Podestà     |      |
| 1936    |         | Carlo Prunai         | PNF     | Comm. pref. |      |
| 1936    | 1937    | Antonio Del Tredici  | PNF     | Podestà     |      |
| 1937    |         | Carlo Maffioli       | PNF     | Podestà     |      |
| 1937    | 1938    | Lorenzo Lorenzi      | PNF     | Comm. pref. |      |
| 1938    | 1939    | Marcello Cancellotti | PNF     | Comm. pref. |      |
| 1939    | 1940    | Carlo Maffioli       | PNF     | Podestà     |      |
| 1940    | 1942    | Marcello Cancellotti | PNF     | Comm. pref. |      |
| 1942    | 1944    | Italo Maltagliati    | PNF     | Podestà     |      |
| 1944    |         | Quirino Natali       | PFR     | Podestà     |      |
| 1944    |         | Guido Guidi          | PFR     | Podestà     |      |

### Dalla Liberazione a oggi
| Periodo | Periodo   | Primo cittadino             | Partito                                                 | Carica      | Note |
| ------- | --------- | --------------------------- | ------------------------------------------------------- | ----------- | ---- |
| 1944    |           | Leone Mazzanti (PSIUP)      | CLN (PSIUP, PCI, P.d'AZ, DC)                            | Sindaco     |      |
| 1944    | 1945      | Italo Antonucci             |                                                         | Comm. pref. |      |
| 1945    |           | Leo Cirla                   |                                                         | Comm. pref. |      |
| 1945    |           | Roberto Liberti             |                                                         | Comm. pref. |      |
| 1945    |           | Piero Incerpi               |                                                         | Comm. pref. |      |
| 1945    |           | Alessandro Correale         |                                                         | Comm. pref. |      |
| 1945    | 1946      | Vindice Satta               |                                                         | Comm. pref. |      |
| 1946    | 1951      | Gino Rafanelli (PSIUP)      | PSIUP, PCI, P.d'AZ                                      | Sindaco     |      |
| 1951    | 1960      | Duilio Sorini (PCI)         | PCI, PSI                                                | Sindaco     |      |
| 1960    | 1964      | Gino Lorenzi (PSI)          | PSI, PCI                                                | Sindaco     |      |
| 1964    | 1970      | Luigi Capecchi (DC)         | DC, PSDI                                                | Sindaco     |      |
| 1970    | 1975      | Giuseppe Parissi (DC)       | DC, PSU                                                 | Sindaco     |      |
| 1975    | 1984      | Rolando Papini (PCI)        | PCI, PSI                                                | Sindaco     |      |
| 1984    |           | Gerolamo Bonfissuto         |                                                         | Comm. pref. |      |
| 1985    | 1990      | Giuliano Profili (PCI)      | PCI                                                     | Sindaco     |      |
| 1990    | 1995      | Giuliano Profili (PCI/PDS)  | PCI/PDS, PRI, PSDI                                      | Sindaco     |      |
| 1995    | 1999      | Alessandro Baldecchi (ind.) | PDS, Popolari di Bianco, RC, Verdi                      | Sindaco     |      |
| 1999    | 2004      | Rossella Pappalardo (DS)    | DS, PPI, RI, RC, PdCI, SDI, Italia dei Valori, Verdi    | Sindaco     |      |
| 2004    | 2009      | Rossella Pappalardo (DS/PD) | PD (DS-La Margherita), RC, PdCI, SDI, Italia dei Valori | Sindaco     |      |
| 2009    | 2010      | Vittorio De Cristofaro      |                                                         | Comm. pref. |      |
| 2010    | 2015      | Riccardo Franchi (PD)       | PD, RC, PdCI, SDI, Italia dei Valori                    | Sindaco     |      |
| 2015    | 2020      | Riccardo Franchi (PD)       | PD, indipendenti                                        | Sindaco     |      |
| 2020    | in carica | Dino Cordio (PD)            | PD, Italia Viva, Azione, Articolo Uno                   | Sindaco     |      |